# 코드마스터즈
코드마스터즈(The Codemasters Software Company Limited, 이전 명칭: Electric Games Company Limited)는 데이비드 달링과 그의 형제 리처드가 1986년에 설립한 영국의 비디오 게임 개발사이자 비디오 게임 배급사이다. 워릭셔 주 Southam에 본사를 둔 코드마스터즈는 영국의 가장 오래된 게임 스튜디오 가운데 하나이며 2005년에 Develop지에 의해 최고의 독립 게임 개발사로 이름을 올렸다.

## 역사

### 8비트 시절
코드마스터즈는 1986년 8월 6일 리처드 달링과 데이비드 달링(이전에 마스터트로닉에서 일함)이 설립하였으며 Dizzy 시리즈와 같이 각기 다른 물건을 합쳐서 단순한 퍼즐을 풀어내야 하는 액션 게임(대부분)과 더불어, 성장하는 ZX 스펙트럼 시장에 안착하였다. ZX 스펙트럼에 뿌리를 두었지만 코드마스터즈는 이 컴퓨터만을 전용으로 개발하지는 않는다. 코모도어 64, 코모도어 16, BBC 마이크로, 아콘 일렉트론, 암스트래드 CPC, 아타리 8비트, 코모도어 아미가, 아타리 ST를 대상으로 Dizzy 시리즈를 포함한 소프트웨어를 출시하였다.

### 현재
2010년 4월 5일, 인도 기업 릴라이언스 빅 엔터테인먼트는 이 회사의 지분 50%를 인수하였다.

## 비디오 게임 목록
- 오퍼레이션 플래시포인트
- 반지의 제왕 온라인: 어둠의 제국 앙그마르
- 더티 댄싱
- F1 2019 (비디오 게임)